# Severa di Pyrgi
Severa (... – Pyrgi, 5 giugno 298) fu una giovane cristiana che subì il martirio sotto Diocleziano. È venerata come santa dalla Chiesa cattolica.

## Agiografia
Il primo documento che parla di Severa è un manoscritto dell'Abbazia di Farfa composto intorno all'anno 850 e narra la cattura, l'interrogatorio e il martirio della figlia di Massimo comes millenarius, di famiglia cristiana.
La vicenda si svolge all'epoca delle persecuzioni contro i cristiani da parte dell'imperatore Diocleziano intorno all'anno 298.
La giovane Severa era prigioniera a Pyrgi insieme alla madre Seconda ed ai fratelli Marco e Calendino.
Seconda, madre di Severa, muore prima di essere interrogata.
Severa viene interrogata dal prefetto Flaviano che, durante un intenso ed appassionato colloquio, si converte e per questo viene decapitato a Centumcellæ il 29 gennaio.
Dopo pochi mesi, il 5 di giugno, anche Severa ed i suoi fratelli subiscono il martirio con flagelli di piombo sulla spiaggia di Pyrgi e sepolti nello stesso luogo.

## Culto
Nello stesso luogo dove viene sepolta Severa, fu costruita sicuramente una chiesa, come testimonia la stessa Passio che termina con: ubi florent orationes eorum et beneficia (dove fioriscono le loro preghiere e grazie). I resti archeologici della chiesa sono stati scoperti sotto il castello di Santa Severa (comune di Santa Marinella) e sono attribuiti al V-VI secolo.
Nel 1068 la località identificata in Pyrgi era già stata rinominata in Santa Severa prendendo il nome della martire che vi era venerata, infatti il conte Gerardo di Galeria aveva donato all'Abbazia di Farfa unam ecclesiam Sanctæ Severæ ed il castello vicino alla stessa chiesa.
La festività di santa Severa viene ancora indicata al 5 giugno nei codici manoscritti dei secoli XI e XII ma, in un codice del XIV secolo, viene descritto il martirio di san Flaviano et socis eius che viene indicato al 29 gennaio insieme a Massimo, Seconda, Severa, Calendino e Marco. Da allora tutti i successivi cataloghi di santi ed i martirologi indicano la festività al 29 gennaio fino agli Acta Sanctorum dei Bollandisti.
Il culto di santa Severa fu mantenuto vivo per molti secoli dai precettori dell'Ospedale Santo Spirito, a cui la tenuta ed il castello di Santa Severa appartenevano dal 1482.
Nel 1674 viene posta con grande solennità, sotto l'altare della chiesa di Santo Spirito in Sassia di Roma, un'urna di marmi pregiati contenente il corpo di santa Severa. Questo a dimostrazione della devozione da parte dei precettori del Santo Spirito verso la santa che fu venerata presso una delle più importanti tenute dell'istituzione ospedaliera.

### La festa
Nel 1804 la festa di santa Severa venne spostata all'ultima domenica di gennaio con decreto della diocesi di Porto e Santa Rufina per interessamento del parroco di Santa Severa, don Francesco Tofani. Da allora la festa si è celebrata fino al 1970, fu poi sospesa in seguito alla riforma liturgica malgrado il disappunto dei fedeli. A seguito del restauro del castello di Santa Severa e della riapertura della chiesa del castello, la festa torna ad essere celebrata il 5 giugno, vedendo negli anni anche la partecipazione del vescovo Gino Reali.
La festività, civile e religiosa, continua ad essere celebrata: a Gonnosfanadiga, in provincia del Medio Campidano, nelle giornate di Pasqua e Pasquetta, presso la chiesa campestre di Santa Severa, risalente al periodo fra il IV e il V secolo d.C., situata nei pressi di una necropoli Romana
La festività, civile e religiosa, continua ad essere celebrata:in settembre a Santa Giusta, in provincia di Oristano, presso la chiesa dedicata a santa Severa.

Altre tre chiese, in Sardegna, sono dedicate a santa Severa nelle località di:
- Ollastra Simaxis;
- San Gavino Monreale;

L'eventuale ripristino della festa dedicata alla Santa è atteso con favore dalla popolazione e potrebbe essere riportata all'originaria data del dies natalis (5 giugno).

### Iconografia
Poche sono le raffigurazioni di santa Severa.
Nella chiesa dell'Assunta presso il castello di Santa Severa, la santa martire è raffigurata, in una tela ad olio opera d'ignoto del XVIII secolo, con in mano la palma del martirio ed ai piedi gli strumenti del suo martirio, i flagelli piombati.
Nel borgo dell'omonimo castello, l'abside della cappella/battistero è affrescato con una rappresentazione della santa che affiancata da San Sebastiano sono al cospetto della Vergine Maria nell'atto di "presentarle" Gabriele De Salis, precettore del Pio Istituto di S. Spirito.
In Sardegna, a Santa Giusta (OR), la santa è raffigurata sia con la palma del martirio sia con in mano un piattino con sopra un piede, quest'ultimo in riferimento ad una pia leggenda dove si narra che dopo il martirio avvenuto nel Lazio, santa Severa si recò in volo in Sardegna dove, poggiando il piede su una pietra, vi lasciò l'impronta.

## Reliquie
Una teca con resti ossei attribuiti alla santa si trova nella cattedrale di Nuoro.